# (38679) 2000 QX
2000 QX (asteroide 38679) é um asteroide da cintura principal. Possui uma excentricidade de 0.15117950 e uma inclinação de 4.64876º.
Este asteroide foi descoberto no dia 22 de agosto de 2000 por Stefano Sposetti em Gnosca.